# Zakład Wewnętrzny
Zakład Wewnętrzny (chin. trad. 內行廠, chin. upr. 内行厂) – chińska agencja szpiegowska powołana w 1505 roku i kontrolowana przez eunucha Liu Jina.
Zakład Wewnętrzny powstał w 1505 roku, po wstąpieniu na tron młodocianego cesarza Zhengde. Władca ten przekazał dużą część obowiązków w ręce eunucha Liu Jina, który m.in. powołał nową agencję do kontrolowania dwóch już istniejących służb specjalnych (Wschodniego Zakładu i Zachodniego Zakładu) i sam stanął na jej czele. Wkrótce doszło jednak do walk wewnętrznych pomiędzy poszczególnymi służbami i chaosu decyzyjnego, wywołanego przez sterroryzowanie administracji i masowe czystki. Ostatecznie Liu Jin został przez cesarza aresztowany w 1510 roku i stracony, a powołany przez niego Zakład Wewnętrzny zlikwidowany.